# Benoît Zwierzchiewski

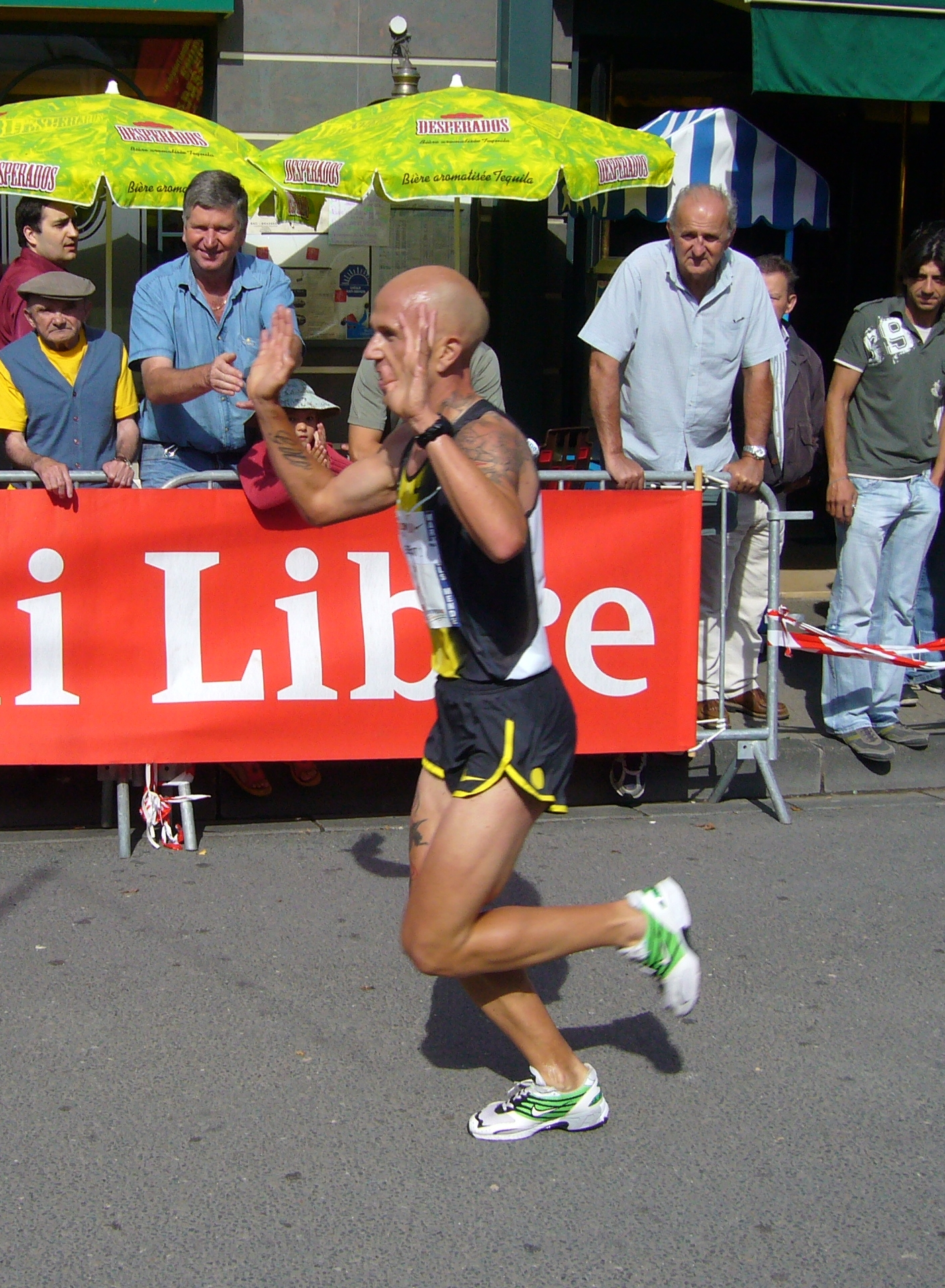
Benoît Zwierzchiewski beim Semi-Marathon Marvejols-Mende, 2007

Benoît Zwierzchiewski (* 19. August 1976 in Mouscron, Belgien) ist ein französischer Langstreckenläufer.
1995 wurde er nationaler Meister im 10.000-Meter-Lauf und 1996 sowie 1998 im 10-km-Straßenlauf. 1998 wurde er Dritter beim Reims-Marathon in 2:10:51 h, und 2000 wurde er durch einen Sieg ebendort in 2:10:47 französischer Marathon-Meister. Beim Marathon der Leichtathletik-Weltmeisterschaften 2001 in Edmonton belegte er den 13. Platz.
2002 gewann er den Paris-Marathon in 2:08:18 und kam bei den Leichtathletik-Europameisterschaften in München auf den 14. Platz. Im Jahr darauf wurde er an gleicher Stelle Zweiter und stellte mit 2:06:36 den Europarekord von António Pinto ein. 2004 wurde er Sechster beim London-Marathon in 2:09:35.
2009 und 2011 gewann er den Marseille Marathon in 2:25:57 bzw. 2:19:39.
„Benoît Z“, wie er auch genannt wird, ist 1,71 m groß und wiegt 57 kg.

## Persönliche Bestzeiten
- 5000 m: 13:35,73 min, 21. Mai 1998, Marseille
- 10.000 m: 28:30,80 min, 26. Juni 1995, La Celle-Saint-Cloud
- 10-km-Straßenlauf: 28:25 min, 25. März 2007, Leucate
- Halbmarathon: 1:01:41 h, 6. September 1997, Lille
- Marathon: 2:06:36 h, 6. April 2003, Paris